# М-журнал
«М-журнал (он же Metal Music Magazine)» – белорусский журнал, посвящённый метал-музыке мира.

## История
Этот журнал, рассказывающий об экстремальной метал-сцене Беларуси и всего мира, брал свое начало из журнала Legion, который выпускался издательством «Асобны Дах» еще в середине 90-х. Когда «Легион» прекратил свое существование, его идеи и формат были подхвачены известным беларуским редактором Андреем «Man» Гришелем и внедрены в его персональное детище – «М-журнал» (который, в свою очередь, перестал выходить к середине 2000-х, опять-таки став окончательно и бесповоротно убыточным делом). В 2000-м журнал был выкуплен московским редактором Ильей Гнатюком, после чего вышел один номер, и на этом все также закончилось. Далее была предпринята попытка возродить легендарный «Легион» усилиями беларуского журналиста Андрея Доманского. В рамках этого проекта вышло несколько номеров, после чего российский метал-лейбл ФОНО прекратил финансирование проекта.
В 2023 году на краудфандинговой платформе Patreon была опубликована PDF-версия книги «Хроники “Нестора”» — попытка двух авторов «Музыкальной газеты» рассказать историю газеты, а также других изданий ООО «Нестор».